# پارک جونگ-لیم
پارک جونگ-لیم (انگلیسی: Park Jeong-lim؛ زادهٔ ۲۵ سپتامبر ۱۹۷۰) بازیکن هندبال اهل کره جنوبی است.